# National Invitation Tournament 2011
Il National Invitation Tournament 2011 è stata la 74ª edizione del torneo. Si è disputato dal 15 al 31 marzo 2011. La final four è stata giocata al Madison Square Garden di New York. Ha vinto il titolo la Wichita State University, allenata da Gregg Marshall. Miglior giocatore del torneo è stato eletto Graham Hatch.

## Squadra vincitrice
|    | Naz.                   | Ruolo | Sportivo           |  | Alt. |  |  |
| -- | ---------------------- | ----- | ------------------ |  | ---- |  |  |
| 0  | Stati Uniti (bandiera) | G     | Aaron Ellis        |  | 206  |  |  |
| 1  | Stati Uniti (bandiera) | G     | Joe Ragland        |  | 183  |  |  |
| 3  | Stati Uniti (bandiera) | GA    | Trey Jones         |  | 185  |  |  |
| 4  | Stati Uniti (bandiera) | A     | Jerome Hamilton    |  | 201  |  |  |
| 5  | Stati Uniti (bandiera) | GA    | Demetric Williams  |  | 188  |  |  |
| 11 | Stati Uniti (bandiera) | G     | Josh Walker        |  | 203  |  |  |
| 14 | Stati Uniti (bandiera) | A     | Graham Hatch       |  | 193  |  |  |
| 15 | Stati Uniti (bandiera) | G     | Randall Vautravers |  | 198  |  |  |
| 20 | Stati Uniti (bandiera) | G     | Ben Smith          |  | 196  |  |  |
| 21 | Nigeria (bandiera)     | G     | Ehimen Orukpe      |  | 213  |  |  |
| 22 | Stati Uniti (bandiera) | A     | Tyler Richardson   |  | 193  |  |  |
| 23 | Stati Uniti (bandiera) | A     | Toure' Murry       |  | 196  |  |  |
| 24 | Stati Uniti (bandiera) | A     | David Kyles        |  | 193  |  |  |
| 25 | Stati Uniti (bandiera) | A     | Derek Brown        |  | 196  |  |  |
| 31 | Stati Uniti (bandiera) | A     | J.T. Durley        |  | 203  |  |  |
| 32 | Stati Uniti (bandiera) | A     | Gabe Blair         |  | 203  |  |  |
| 41 | Stati Uniti (bandiera) | A     | Garrett Stutz      |  | 213  |  |  |

- Allenatore: Gregg Marshall